# Nakajima B6N
Nakajima B6N Tenzan (Japanski: 中島 B6N 天山 — "Nebeska gora", saveznički naziv "Jill") je bio standardni torpedni bombarder Japanske carske mornarice tijekom zadnjih godina Drugog svjetskog rata. Bio je nasljednik zrakoplova B5N "Kate" i istoga je zamijenio u službi.
B6N je bio vrhunski torpedni bombarder, no ipak do ulaska u operativnu uporabu Japanska mornarica više nije imala toliko iskusnih pilota, a i Američka ratna mornarica je već bila stekla zračnu prednost nad Tihim oceanom. Stoga B6N nikad nije uspio pokazati sav svoj potencijal.

## Dizajn i razvoj
Sve slabosti zrakoplova B5N su se pokazale još tijekom drugog kinesko-japanskog rata i mornarica mu je već počela tražiti zamjenu. Tijekom 1939. godine tvornici Nakajima su poslali zahtjev za novim zrakoplovom koji bi trebao nositi isti borbeni teret kao i B5N, ali bi trebao biti puno brži i s većim doletom. Ograničenje pri dizajnu je bilo to što je isti trebao moći stati na dizala na postojećim nosačima zrakoplova – kriterij kojeg je i B5N jedva ispunjavao.  
Za razliku od svog prethodnika razvoj je bio dug i ispunjen problemima, uključujući ozbiljnu nestabilnost koju je pokazivao prototip nakon prvih probnih letova 1941. godine, problema s motorima i problema povezanih sa slijetanjem i uzlijetanjem na nosače zrakoplova. Ispravljanje tih problema uzrokovalo je gubitak dvije godine prije negoli je isti mogao ući u službu. Čak i tada težina zrakoplova je dozvoljavala službu samo na najvećim nosačima u floti.
Ratni debi je bio katastrofa za B6N1. Bitka kod Filipinskog mora primorala ih je da djeluju na području u kojem je Američka ratna mornarica imala potpunu zračnu prevlast, tako da nisu uspjeli nanijeti gotovo nikakvu štetu u akcijama, pri čemu su pretrpjeli velike gubitke od novog američkog mornaričkog lovačkog zrakoplova F6F Hellcat. Nakon tog debakla mornarica je naredila neke promijene, od kojih je najznačajnija bila zamjena motora „NK7A Mamoru 11“ s novim „Mitsubishi MK4T Kasei 25“, što je rezultiralo novom inačicom B6N2.
U to vrijeme male izmjene performansi B6N-a su bile najmanji problem mornarice. Kad je nova inačica postala dostupna sredinom 1944. godine, Japan je već bio izgubio većinu svojih velikih nosača zrakoplova te je patio od nedostatka iskusnih pilota. Nakon toga je većina operacija u kojima su sudjelovali B6N2 pokretana iz kopnenih baza, bez većih uspjeha. Zrakoplovi su u velikoj mjeri upotrebljavani tijekom Bitke za Okinawu, gdje su također po prvi puta upotrijebljeni kao kamikaze.
Kako se u to doba Japan već orijentirao na obranu vlastitih otoka, zadnja inačica je trebala biti namijenjena uporabi iz kopnenih baza, čime se još malo dobilo na performansama radi uštede na težini. Dva prototipa B6N3 su dovršena, ali Japan je kapitulirao prije negoli su isti ušli u proizvodnju.

## Inačice
- B6N1 – dva prototipa s motorom „Nakajima NK7A Mamoru 11“ od 1394 kW.
- B6N1 Tenzan – prva proizvodna serija, 135 proizvedenih.
- B6N2 – glavna proizvodna serija s motorom „Mitsubishi MK4T Kasei 25“ od 1380 kW.
- B6N2a – sa stražnjom strojnicom 13.2mm „Type 2“.
- B6N3  - dva prototipa s motorom „Mitsubishi MK4T-C Kasei 25c“ od 1380 kW i preuređenim stajnim trapom za djelovanje iz kopnenih baza.

## Korisnici
- Japan
- SAD

## Tehničke karakteristike (Nakajima B6N2)
Osnovne karakteristike
- posada: 3
- dužina: 10,87 m
- raspon krila: 14,89 m
- površina krila: 37,2 m2
- visina: 3,80 m

Letne karakteristike
- najveća brzina: 468 km/h
- dolet: 2.960 km
- brzina penjanja: 8 m/s
- najveća visina leta: 9.040 m
- specifično opterećenje krila: 139 kg/m 2
- motor: 1 x Mitsubishi Kasei 25
  - propeler: 1

Naoružanje
- naoružanje: 1 × 7,7 mm strojnica „Type 92“ sprijeda i 1 × 7,7 mm strojinica „Type 92“ u trupu, 1 × torpedo od 800 kg, 3 × 250 kg ili 6 × 100 kg bombi

## Vanjske poveznice
- Asahi museum prints
- Tenzan Corps Monument  Arhivirana inačica izvorne stranice od 6. kolovoza 2007. (Wayback Machine)